# Nebezpečný flirt
Nebezpečný flirt (v anglickém originále Eye Candy) je americký thrillerový seriál, byl premiérově vysílán od 12. ledna 2015 do 16. března 2015 na stanici MTV. Seriál vyvíjela Catherine Hardwicke a je založený na stejnojmenném románu od R. L. Stine. Dne 18. dubna Victoria Justice oznámila, že seriál nebyl prodloužený o druhou sérii.

## Děj
Seriál sleduje Lindy Sampsonovou (Victoria Justice), počítačovou expertku, která na naléhání své spolubydlící Sophie (Kiersey Clemons) začíná s online randěním a začíná mít podezření, že jeden z jejích tajemných nápadníků může být nebezpečný cyber-stalker. Dává se dohromady s týmem hackerů a začíná pracovat na vyřešení vraždy, zatímco hledá svojí sestru Saru (Jordyn DiNatele)

## Obsazení

### Hlavní role
- Victoria Justice jako Lindy Sampson, skvělá hackerka, která opustila studia a snaží se najít svoji sestru, která byla unesena.
- Casey Deidrick jako Detektiv Tommy Calligan, strážník newyorské policie
- Harvey Guilen jako George Reyes, Lindin spolupracovník, blízký přítel
- Kiersey Clemons jako Sophia Preston, Lindina kamarádka a spolubydlící
- John Garet Stoker jako Conor North, Sophiin nejlepší kamarád a nepřítel Lindy

### Vedlejší role
- Eric Sheffer Stevens jako Hamish
- Ryan Cooper jako Jake Bolin
- Melanie Nicholls-King jako Seržantka Catherine Shaw
- Marcus Callender jako Detektiv Marco Yeager
- Rachel Kenney jako Detektiv Pascal
- Theodora Wooley jako Tessa Duran
- Nils Lawton jako Reiss Hennesy

### Hostující role
- Daniel Lissing jako Ben Miller
- Jordyn DiNatale jako Sara Sampson
- David Carranza jako Peter
- Peter Mark Kendall jako Bubonic
- Taylor Rose jako Amy Bryant
- Daniel Flaherty jako Max Jenner
- Erica Sweany jako Julia Becker
- Ted Sutherland jako Jeremy
- Erin Wihelmi jako Erika Williams
- Ebonee Noel jako Mary Robertson

## Seznam dílů
| Číslo epizody | Název  | Režie           | Scénář                        | Vysíláno        | Sledovanost |
| ------------- | ------ | --------------- | ----------------------------- | --------------- | ----------- |
| 1             | "K3U"  | Russell Mulcahy | Christian Taylor, Emmy Ginwis | 12. ledna 2015  | 0,59        |
| 2.            | "BRB"  | Russel Mulcahy  | Christian Taylor              | 19. ledna 2015  | 0,63        |
| 3.            | "HBTU" | Scott Speer     | Meredith Glynn                | 26. ledna 2015  | 0,52        |
| 4.            | "YOLO" | Scott Speer     | Deanna Kizis                  | 2. února 2015   | 0,60        |
| 5.            | "IRL"  | Nathan Hope     | Robert Port                   | 9. února 2015   | 0,62        |
| 6.            | "ICU"  | Nathan Hope     | Emmy Grinwis                  | 16. února 2015  | 0,71        |
| 7.            | "SOS"  | David Platt     | Adam Lash, Cori Uchinda       | 23. února 2015  | 0,60        |
| 8.            | "AMA"  | David Platt     | Meredith Glynn                | 2. března 2015  | 0,58        |
| 9.            | "FYEO" | Martha Mitchell | Emmy Grinwis                  | 9. března 2015  | 0,53        |
| 10.           | "A4U"  | Martha Mitchell | ChristinaTaylor               | 16. března 2015 | 0,54        |

## Produkce
Pilotní epizoda seriálu byla objednána 13. září 2013 stanicí MTV. Nevysílaný pilot, ve kterém hrají Victoria Justice, Harvey Guillen, Justin Martin, Lilan Bowden, Nico Tortorella a Olesya Rulin byla napsána Emmy Grinwis a režírovaná Catherine Hardwicke.
11. února 2014 bylo objednáno 10 epizod seriálu. Pro první epizodu se přeobsadila většina herců, kromě Victorie Justice a Harveyho Guilena. Do seriálu byl obsazen Casey Deidrick, Kiersey Clemons a John Garet Stolker.
Produkce začala 15. září 2014 a skončila 20. prosince 2014 v Brooklynu v New York City.